# McGehee (Arkansas)
McGehee es una ciudad ubicada en el condado de Desha en el estado estadounidense de Arkansas. En el Censo de 2010 tenía una población de 4219 habitantes y una densidad poblacional de 240,79 personas por km².

## Geografía
McGehee se encuentra ubicada en las coordenadas 33°37′41″N 91°23′44″O / 33.62806, -91.39556. Según la Oficina del Censo de los Estados Unidos, McGehee tiene una superficie total de 17.52 km², de la cual 17.52 km² corresponden a tierra firme y (0%) 0 km² es agua.

## Demografía
Según el censo de 2010, había 4219 personas residiendo en McGehee. La densidad de población era de 240,79 hab./km². De los 4219 habitantes, McGehee estaba compuesto por el 50.49% blancos, el 46.31% eran afroamericanos, el 0.43% eran amerindios, el 0.43% eran asiáticos, el 0% eran isleños del Pacífico, el 1.14% eran de otras razas y el 1.21% pertenecían a dos o más razas. Del total de la población el 2.73% eran hispanos o latinos de cualquier raza.

## Historia
La historia de McGehee está íntimamente entrelazada con la historia del ferrocarril que pasa por la ciudad. La historia del ferrocarril se remonta a 1870, cuando se construyó un ferrocarril desde Pine Bluff al sureste, a través de Varner, hasta el condado de Chicot.
Importante en la historia de la ciudad de McGehee es la familia McGehee que llegó a la zona desde Alabama en 1857. Benjamin McGehee, su esposa, Sarah, un hijo, Abner, y sus hijas Laura y Mary se establecieron en tierras que ahora son parte de McGehee. Abner McGehee, hijo de Benjamin y Sarah McGehee, compró 240 acres (1 km²)  de tierra el 1 de julio de 1876, en la que más tarde se ubicaría la ciudad de McGehee.
Cuando el ferrocarril llegó a McGehee en 1878 y continuó hacia el sur y el suroeste, la gente comenzó a mudarse a la zona. Abner McGehee construyó un gran edificio de comisaría y entró en el negocio mercantil para dar cabida a los recién llegados.
Una de las primeras construcciones de la zona fue un aserradero. La madera cortada en este aserradero se utilizó para construir casas de alquiler tipo escopeta.
Se estableció una oficina de correos en el comisariato de McGehee y en 1879 Abner McGehee se convirtió en el primer director de correos. La oficina de correos se llamaba McGehee y atendía entre 400 y 500 personas.
Se firmó una orden de incorporación el 5 de marzo de 1906. La primera reunión del consejo municipal se celebró el 21 de julio de 1906.
Durante la Segunda Guerra Mundial, las afueras de McGehee fueron sede de un campo de detención estadounidense utilizado para albergar a civiles japoneses y estadounidenses de origen japonés que anteriormente habían vivido en la costa oeste de Estados Unidos.
Hoy en día la economía de la zona depende en gran medida de la agricultura. El ferrocarril ha sido reemplazado en gran medida por la industria del transporte por carretera, que transporta productos agrícolas desde las desmotadoras y los contenedores de granos de la zona hasta su destino. De una población de 400 habitantes en 1879, McGehee ha crecido hasta convertirse en una comunidad de unos 5.000 ciudadanos. Se están desarrollando instalaciones portuarias en el río Misisipi y se está reconstruyendo el actual sistema de carreteras para dar cabida al aumento del tráfico.
Pero la ciudad mantiene sus conexiones con los ferrocarriles, con el North Louisiana and Arkansas Railroad y el Arkansas Midland Railroad sirviendo directamente a McGehee, y el Union Pacific sirviéndole indirectamente a través del intercambio con Arkansas Midland.  